# 4446 Carolyn
4446 Carolyn је астероид чија средња удаљеност од Сунца износи 3,983 астрономских јединица (АЈ).
Апсолутна магнитуда астероида је 11,1.